# Saldus (stad)
Saldus is een stad in het westen van Letland, in het historische Koerland. Begin 2010 telde Saldus 12.306 inwoners op een oppervlakte van 10,1 km². Saldus is het administratieve centrum van de gelijknamige gemeente.

## Geboren
- Ursula Donath (1931), atleet
- Janis Rozentāls (1866), kunstschilder

- Gemeinsame Normdatei: 1048044599
- Library of Congress Control Number: n98078975
- Nationale Bibliotheek van Letland: 000041275
- Nationale Bibliotheek van Israël: 987007538063505171
- Virtual International Authority File: 135051096